# Najazd Normanów na Maltę
Inwazja Normanów na Maltę – atak na wyspę Malta, zamieszkiwaną wówczas głównie przez muzułmanów, dokonany przez siły normandzkiego hrabstwa Sycylii pod dowództwem Rogera I w 1091.
Najeźdźcy oblegali Medynę (dzisiejsza Mdina), główną osadę na wyspie, ale mieszkańcom udało się wynegocjować pokój. Muzułmanie uwolnili chrześcijańskich niewolników, złożyli Rogerowi przysięgę lojalności i zapłacili mu roczną daninę. Armia Rogera splądrowała następnie Gozo i wróciła na Sycylię z uwolnionymi jeńcami.
Atak nie przyniósł żadnych większych zmian politycznych, ale utorował drogę do ponownej chrystianizacji Malty, która rozpoczęła się w 1127. Przez wieki inwazja z 1091 była romantyzowana jako wyzwolenie chrześcijańskiej Malty spod panowania muzułmańskiego. Na kanwie tego przekonania powstało wiele tradycji i legend, jak na przykład mało prawdopodobne twierdzenie, że hrabia Roger nadał Malcie kolory czerwony i biały jako barwy narodowe.

## Tło historyczne
Normański podbój południowych Włoch rozpoczął się około początku XI wieku. Podbój Sycylii został zakończony w 1091, wraz z upadkiem ostatniej muzułmańskiej twierdzy Noto. Położenie wysp maltańskich niedaleko od wybrzeży Sycylii sprawiło, że stały się one naturalnym celem ekspansji Normanów po zakończeniu podboju Sycylii. Plany ataku na Maltę snuł już w 1072 Robert Guiscard.
W tym czasie Malta była zamieszkana głównie przez muzułmanów. Według arabskiego geografa Al-Himyarīego wyspa została wyludniona po ataku Aghlabidów w 870 i została ponownie zaludniona przez społeczność muzułmańską w latach 1048–49. Dowody archeologiczne sugerują, że Medina była kwitnącą osadą muzułmańską na początku XI wieku, więc 1048–49 może być czasem oficjalnego założenia miasta i budowy jego murów. Możliwe, że muzułmanie zamieszkujący Maltę byli uchodźcami, którzy uciekli z Sycylii z powodu wojen arabsko-bizantyjskich. Bizantyńczycy dokonali nieudanej próby odzyskania Malty w latach 1053–54.

## Inwazja i jej następstwa

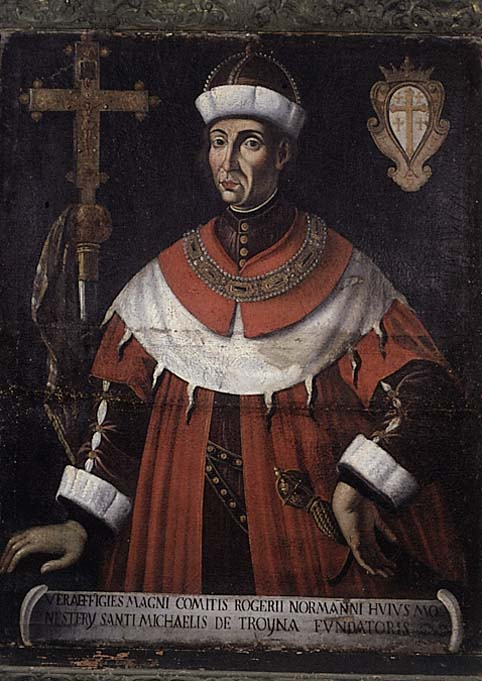
Roger I, hrabia Sycylii

Najbardziej wiarygodnym, niemal współczesnym źródłem dotyczącym inwazji Normanów na Maltę jest relacja XI-wiecznego kronikarza Gotfryda Malaterry, który wyrażał się o hrabim Rogerze w bardzo pochwalnym tonie. Pewne wątpliwości budziła dawniej data inwazji – sądzono, że doszło do niej w roku 1090, obecnie jednak uważa się, że miało to miejsce w 1091.
Flota normańska dowodzona przez hrabiego Rogera I opuściła przylądek Scalambri na Sycylii w czerwcu lub w lipcu 1091. Przybyła na Maltę w ciągu dwóch dni. Najstarszy syn Rogera, Jordan de Hauteville, chciał dowodzić wyprawą na Maltę, ale Roger postanowił udać się tam osobiście, prawdopodobnie dlatego, że obawiał się, że jego syn może uciec przed muzułmanami. Według relacji Malaterry statek Rogera przybił do brzegu jako pierwszy, ponieważ był szybszy niż inne, a sam Roger początkowo wysiadł z trzynastoma rycerzami. Mieszkańcy stawiali opór najeźdźcom, ale niektórzy zostali zabici, a reszta uciekła. Hrabia Roger udał się za tymi, którzy uciekli, i wrócił do miejsca lądowania jeszcze tego samego dnia. Do tego czasu cała armia zeszła na ląd i rozbiła obóz na wybrzeżu.
Według kronikarza o świcie następnego dnia Roger i jego armia pomaszerowali do stolicy wyspy, Mediny, i przystąpili do oblężenia. Władca miasta i jego mieszkańcy mieli być przerażeni widokiem najeźdźczej armii i poprosili o spotkanie z hrabią w celu omówienia warunków pokoju. Uwolnili wszystkich chrześcijańskich jeńców, a Normanom przekazali konie, muły, całą posiadaną broń i pewną sumę pieniędzy. Zgodzili się również złożyć Rogerowi przysięgę lojalności i zapłacić roczną daninę.
Malaterra w sugestywny sposób opisuje radość chrześcijańskich jeńców z uwolnienia. Mieli oni śpiewać Kyrie eleison, dzierżąc w dłoniach krzyże, i rzucać się do stóp Rogera. Następnie zostali zabrani na statki hrabiego i razem z nim udali się na Sycylię. Po drodze Normanowie najechali i złupili siostrzaną wyspę Malty, Gozo. Po przybyciu na Sycylię Roger zaproponował zbudowanie dla uwolnionych jeńców osady znanej jako „Villafranca” (wolna wioska), która byłaby zwolniona z podatków. Tym, którzy zdecydowali się wrócić do swoich domów, zaoferowane zostało bezpłatne przewiezienie przez cieśninę Mesyńską.
We współczesnej historiografii inwazja normańska jest postrzegana przez niektórych autorów jako niewiele więcej niż razzia (rajd, najazd), a nie jako próba rozpoczęcia trwałej okupacji wysp. Do ustanowienia chrześcijańskich rządów na Malcie doszło dopiero po kolejnej inwazji, dokonanej przez syna hrabiego Rogera, króla Sycylii Rogera II, w 1127. Wówczas na Maltę przybyli chrześcijańscy osadnicy, w tym kupcy i duchowni, a na wyspie ustanowiono sycylijską administrację i garnizon. Języki przybyszów połączyły się z sykulo-arabskim używanym przez ludność muzułmańską, ostatecznie ewoluując w język maltański. Napływ nowej ludności po inwazji z 1127 doprowadził do chrystianizacji Malty, chociaż islam przetrwał na wyspach do około 1250.
W 1192 król Sycylii Tankred z Lecce mianował Margarytusa z Brindisi, wielkiego admirała królestwa, pierwszym hrabią Malty, dając mu wyspy Malta i Gozo jako lenno, być może w nagrodę za jego nieoczekiwany sukces w schwytaniu Konstancji, pretendentki do tronu. W 1194 cesarz rzymski Henryk VI, mąż Konstancji, podbił królestwo Sycylii, i tym samym Margarytus utracił lenno. Malta pozostała jednak hrabstwem.

## Inwazja w tradycji maltańskiej
W późniejszych wiekach pierwsza inwazja normańska została zromantyzowana w opowieść, w której Roger wyzwolił chrześcijan z Malty spod opresyjnych rządów muzułmańskich, a koncepcja ta weszła do maltańskiej tradycji i folkloru. Ideę przetrwania maltańskiej populacji chrześcijańskiej przez cały okres rządów muzułmańskich propagował XVII-wieczny historyk Giovanni Francesco Abela, nie ma jednak dowodów na istnienie w 1091 rdzennej ludności chrześcijańskiej na Malcie; generalnie wydarzenia na Malcie z okresu 870–1091 są dość skromnie poświadczone źródłowo. Uważa się, że chrześcijańscy jeńcy uwolnieni w 1091 nie byli rdzennymi Maltańczykami ani Sycylijczykami, ale prawdopodobnie pochodzili z Włoch lub innych części Europy.
Do XIX wieku różni autorzy stopniowo dodawali szereg niepotwierdzonych „szczegółów” do relacji o inwazji normańskiej. Należą do nich spekulacje, że niektórzy Maltańczycy pomogli Normanom w ich ataku na muzułmanów i że Roger pozwolił Arabom pozostać na Malcie i nadal praktykować swoją religię. Niektóre relacje podają, że po inwazji Roger ustanowił radę ludową i nadał Maltańczykom prawa i przywileje. Rogerowi przypisuje się także nadanie maltańskiemu herbowi i barwom narodowym barw rodziny Hauteville – bieli i czerwieni. Informacja ta wydaje się pochodzić z broszury z 1841. Obecnie biel i czerwień stanowią podstawę flagi i herbu Malty, ale twierdzenie, że kolory pochodzą z czasów inwazji Rogera I, jest nieuzasadnione i mało prawdopodobne.
Lokalne tradycje i legendy łączą z inwazją Normanów wiele miejsc na Malcie. Według jednej z nich Miġra l-Ferħa, mała zatoka w pobliżu Mtaħleb na zachodnim wybrzeżu Malty, była miejscem, w którym wylądował Roger i jego armia. Ferħ oznacza po maltańsku „radość”, co dało asumpt poglądowi, że nazwa miejsca pochodzi od powitania hrabiego. W rzeczywistości wlot do zatoki nie nadawałby się do lądowania, ponieważ może pomieścić tylko dwa lub trzy statki i jest niebezpieczny. Natomiast Wied ir-Rum (Dolina Chrześcijan), położona na zachód od Mdiny, była uważana za miejsce, w którym maltańscy chrześcijanie żyli w okresie rządów muzułmańskich i gdzie Maltańczycy spotkali się przed powitaniem hrabiego Rogera.